# NK-31
NK-31 (11D114)液体燃料ロケットエンジンはN-1ロケットの3段目と4段目に使用する目的で設計されたが実際の搭載は保留された。NK-31は単体の燃焼室のエンジンで二段燃焼サイクルで高圧ターボポンプから主燃焼室へハイパーゴリック推進剤ではない推進剤(燃料-ケロシン、酸化剤-液体酸素)が供給される。
NK-31は共通のタービンで駆動される低回転で酸化剤と燃料を加圧する遠隔加圧ターボポンプを備える。それによりエンジンの供給口は低圧で作動する。NK-31エンジンは備えられた2基の小型排気ノズルでロール軸を制御して、1台の熱交換器で推進剤タンクを加圧する。エンジンはジンバルで装架される。
NK-31は原型のNK-9とは異なり、流体回路が単純化され、先進的な自動制御装置によってターボポンプと燃焼室が強化された。プラグ接続と相互運用性により、エンジンの整備性が向上した。
NK-31エンジンは冷却せず"高温"で始動する技術を完成した。始動と停止の行程はNK-33とNK-43と実質的に類似である。
NK-31の試験により信頼性は向上した。
クズネツォフでは10基のNK-31を製造した。
- 直径:1400mm
- 重量:722kg
- 推力:41.5トン(407kN)
- 比推力:353秒
- 燃焼室圧力:9.38MPa
- 総燃料消費量:116.1 kg/秒
- ノズル膨張比：124.0
- ターボポンプ回転数：22000rpm
- エンジンの装架方法：ジンバル式